# Diecezja Diébougou
Diecezja Diébougou – diecezja rzymskokatolicka w Burkina Faso. Powstała w 1968.

## Biskupi diecezjalni
- Bp Der Raphaël Dabiré Kusiélé (od 2006)
- Bp Jean-Baptiste Somé (1968– 2006)